# Twilight, chapitre V : Révélation, 2e partie
Cet article concerne le film de Bill Condon. Pour le roman original de Stephenie Meyer, voir Révélation.
Pour les articles homonymes, voir Révélation (homonymie).
Série Twilight
Twilight, chapitre IV : Révélation, 1re partie
(2011)
Pour plus de détails, voir Fiche technique et Distribution.
Twilight, chapitre V : Révélation, 2e partie (The Twilight Saga : Breaking Dawn - Part 2) est un film américain réalisé par Bill Condon, sorti en 2012.

## Synopsis
Après la naissance de sa fille Renesmée (Mackenzie Foy), Bella (Kristen Stewart) s’adapte très vite à sa nouvelle vie de vampire avec le soutien d’Edward (Robert Pattinson) et de sa nouvelle famille. Ce dernier l’emmène d'ailleurs chasser pour la première fois juste après sa transformation en vampire. Bella insiste alors pour voir son enfant, mais Edward lui explique que comme leur fille est à moitié humaine, du sang parcourt donc son corps ; cela pourrait lui donner envie de s'en abreuver. Il la rassure ensuite pour lui dire que Rosalie s'en occupe - ce qui ravit sa sœur. Une fois dans les bois, Bella chasse pour la première fois, avec une vitesse incroyable et une vision décuplée. Son contrôle sur la soif impressionne même Edward quand elle sent un randonneur, au loin, qui escalade une montagne, et s'en éloigne sans aucune difficulté, ce qui dans le cas normal est presque impossible pour un « nouveau-né » (vampire dans les premiers jours de son existence).
Alors qu'ils rentrent de la chasse, Jacob (Taylor Lautner) voit pour la première fois Bella en vampire. Lui qui était contre sa transformation semble plus serein et accepte le choix de sa meilleure amie. Mais celle-ci apprend très vite que Jacob s'est imprégné de sa fille, Renesmée. Edward, qui était déjà au courant, décide de laisser sa femme donner à Jacob la correction qu'il mérite. Bella s'énerve encore davantage lorsqu'elle entend le surnom que lui a attribué le loup-garou : Nessie (nom donné au monstre du Loch Ness).
Les jours passent et Renesmée ne cesse de grandir. Bella lit l’inquiétude de sa famille tout autour d'elle et se doute que Renesmée n'est pas une vampire comme les autres : elle a par exemple le même don que son père, la télépathie, même si elle doit être au contact de la peau pour que son don opère. De son côté, Bella bat Emmett (Kellan Lutz) au bras-de-fer. Elle contrôle de plus en plus ses nouvelles capacités, et s'autorise même à avoir des contacts avec Charlie, son père, et à lui montrer son enfant - même si cette dernière grandit de jour en jour.
De son côté, Irina (Maggie Grace), du clan des Denali, qui était la compagne de Laurent avant qu'il se fasse tuer par la troupe des loups-garous dans Tentation, veut se faire pardonner auprès des Cullen pour son comportement au mariage de Bella et Edward. Mais Irina voit au loin Bella, Jacob et Renesmée et croit que Bella l'a mordue. Créer des enfants en les vampirisant est en effet interdit par les Volturi.
Irina se dirige alors en Italie à Volterra pour y prévenir Aro (Michael Sheen), Caïus (Jamie Campbell Bower) et Marcus (Christopher Heyerdahl) du « crime » qu'ont commis les Cullen. Ces derniers, se doutant des intentions d'Irina et voyant leurs soupçons confirmés par la vision d'Alice des Volturi débarquant à Forks, rassemblent tous leurs alliés et amis vampires, de part et d'autre dans le monde, pour se défendre et expliquer que la jeune enfant vampire n'a pas été mordue, mais a bel et bien été créée et n'est en aucun cas un danger pour autrui et la race vampirique.
Alors que tous se rassemblent et statuent, Eleazar s'aperçoit que Bella détient elle aussi un pouvoir : elle peut générer un bouclier autour d'elle et des personnes de son choix, afin de les protéger des attaques psychiques comme celles de Jane et d'Alec.
Les Volturi finissent par se montrer, Aro à leur tête. Edward laisse Aro lire ses pensées pour le convaincre que Renesmée n'est en rien un danger. Aro exige ensuite de parler à Renesmée elle-même et réalise qu'elle n'est pas une enfant immortelle. Irina reconnaît alors s'être emballée et est aussitôt mise à mort ; ses deux sœurs tentent de la venger mais sont maîtrisées à temps. C'est alors qu'Alice et Jasper réapparaissent : Alice a la preuve que Renesmée ne représente pas non plus un danger pour le futur et laisse Aro voir la vision qui le confirme. Cependant, il refuse de renoncer à la bataille qui débute alors, occasionnant de lourdes pertes dans chaque camp (Carlisle, Jasper, Seth et Leah, se sacrifiant pour sauver Esmée, du côté des Cullen et Alec, Démétri, Santiago, Jane, Caïus, et Marcus du côté des Volturi).
Au moment où Aro meurt lui aussi, il s'avère que toute la bataille faisait partie de la vision d'Alice, qui lui déclare que s'il s'entête à combattre, il perdra la vie à coup sûr. Elle fait ensuite venir un hybride humain-vampire, comme Renesmée, qui affirme avoir vécu sans être découvert pendant 150 ans grâce à son régime alimentaire semblable à celui d'un humain et son vieillissement accéléré qui a stoppé à ses sept ans. Définitivement convaincu, Aro se retire et les Volturi en font autant.
En guise d'épilogue, Alice a une vision de Renesmée adulte, en couple avec Jacob. Bella et Edward se retirent dans un champ, où Bella arrive à désactiver son bouclier, durant un court moment. De ce fait, Edward peut lire en elle et revoir tous les moments passés auprès de sa bien-aimée. Le film se termine en disant que Bella et Edward se sont aimés jusqu'à la fin des temps.

## Fiche technique
- Titre : Twilight, chapitre V : Révélation, 2e partie
- Titre original : The Twilight Saga : Breaking Dawn - Part 2
- Réalisation : Bill Condon
- Scénario : Melissa Rosenberg d'après le roman Révélation de Stephenie Meyer
- Musique : Carter Burwell
- Photographie : Guillermo Navarro
- Montage : Virginia Katz et Ian Slater
- Production : Wyck Godfrey, Stephenie Meyer et Karen Rosenfelt
- Budget : 120 000 000 $[1],[2]
- Société de production : Summit Entertainment, Temple Hill Entertainment et Sunswept Entertainment
- Société de distribution : SND Films (France) et Lionsgate (États-Unis)
- Pays :  États-Unis
- Genre : Fantastique et romance
- Durée : 115 minutes
- Dates de sortie : 
  -  Canada /  États-Unis : 12 novembre 2012
  -  Belgique /  France /  Suisse romande : 14 novembre 2012 : 14 novembre 2012
- Classification :  États-Unis : PG-13 ;  France : - 12 ;  Suisse romande : 12/14

## Distribution
- Kristen Stewart (VF : Noémie Orphelin ; VQ : Annie Girard) : Bella Swan/Cullen
- Robert Pattinson (VF : Thomas Roditi ; VQ : Nicholas Savard L'Herbier) : Edward Cullen
- Taylor Lautner (VF : Nessym Guetat ; VQ : Xavier Dolan) : Jacob Black
- Michael Sheen (VF : Stéphane Ronchewski ; VQ : François Godin) : Aro
- Peter Facinelli (VF : Bruno Choël ; VQ : Frédérik Zacharek) : Carlisle Cullen
- Ashley Greene (VF : Edwige Lemoine ; VQ : Ariane-Li Simard-Côté) : Alice Cullen
- Jackson Rathbone (VF : Yoann Sover ; VQ : Nicolas Charbonneaux-Collombet) : Jasper Hale
- Elizabeth Reaser (VF : Barbara Delsol ; VQ : Pascale Montreuil) : Esmée Cullen
- Kellan Lutz (VF : Stéphane Pouplard ; VQ : Sébastien Rajotte) : Emmett Cullen
- Nikki Reed (VF : Marie-Eugénie Maréchal ; VQ : Agathe Lanctôt) : Rosalie Hale
- Mackenzie Foy (VF : Lou Dubernat ; VQ : Gabrielle Shulman) : Renesmée Cullen
- Billy Burke (VF : Arnaud Arbessier ; VQ : Gilbert Lachance) : Charlie Swan
- Christopher Heyerdahl (VF : Patrick Borg) : Marcus
- Jamie Campbell Bower (VF : Aurélien Ringelheim ; VQ : Sébastien Reding) : Caïus
- Dakota Fanning (VF : Kelly Marot ; VQ : Viviane Pacal) : Jane
- Cameron Bright : Alec
- Daniel Cudmore : Felix
- Charlie Bewley (VF : Damien Witecka) : Demetri
- Christian Camargo (VF : Anatole de Bodinat) : Eleazar
- Maggie Grace (VF : Ingrid Donnadieu ; VQ : Rachel Graton) : Irina Denali
- Mia Maestro (VF : Ludmila Ruoso) : Carmen Denali
- MyAnna Buring (VF : Nathalie Spitzer) : Tanya Denali
- Casey LaBow : Kate Denali
- Lateef Crowder : Santiago
- Omar Metwally : Amun
- Rami Malek (VF : Alexis Tomassian) : Benjamin
- Tracey Heggins (VF : Géraldine Asselin) : Senna
- Lee Pace (VF : Damien Boisseau) : Garrett
- Joe Anderson (VF : Jean-François Cros) : Alistair
- Judith Shekoni : Zafrina
- Noel Fisher : Vladimir
- Guri Weinberg : Stefan
- Valorie Curry : Charlotte
- Chaske Spencer (VF : Boris Rehlinger ; VQ : Éric Bruneau) : Sam Uley
- Masami Kosaka (VF : Fabien Jacquelin) : Toshiro
- Alex Rice (en) (VF : Laurence Bréheret) : Sue Clearwater
- Wendell Pierce (VF : Paul Borne) : J. Jenks
- Julia Jones (VF : Laurence Dourlens) : Leah Clearwater
- Booboo Stewart : Seth Clearwater
- J. D. Pardo (VF : Valentin Merlet) : Nahuel
- Ty Olsson : Phil Dwyer (non crédité)

- Version française
  - Studio de doublage : Dubbing Brothers
  - Direction artistique : Marie-Christine Chevalier
  - Adaptation des dialogues : Philippe Videcoq

Sources et légendes : Version française (VF) sur AlloDoublage et ; Version québécoise (VQ) sur Doublage.qc.ca

## Distinctions
Le film, avec la première partie, a été nommé dix fois lors de la 33e cérémonie des Razzie Awards, en d'autres termes, dans toutes les catégories,.

## Accueil
Le second film a reçu majoritairement de meilleures critiques que la première partie.
Rotten Tomatoes, pour la seconde partie, lui a donné une note moyenne de 5,2⁄10 et 48 % d'avis favorables basées sur 176 critiques. Le site a qualifié le film comme « le Twilight le plus divertissant mais ce n'est pas assez pour se donner la peine de le regarder par les spectateurs, qui ne se comptent pas déjà parmi les convertis de franchise. »

Sur le site AlloCiné, elle a reçu une note moyenne de 2,9⁄5 basée sur 18 critiques de presse. Quelques journaux, tels que Le Parisien ou Les Inrockuptibles ont émis des critiques très positives.
Enfin sur Metacritic, il obtient le « metascore » de 52⁄100 basées sur 31 critiques et de 4,0⁄10 par les utilisateurs basées sur 196 utilisateurs.

## Box-office
| Pays ou région | Box-office        | Date d'arrêt du box-office | Nombre de semaines |
| -------------- | ----------------- | -------------------------- | ------------------ |
| États-Unis     | 292 324 737 $,    | 7 mars 2013                | 16                 |
| France         | 4 525 647 entrées | 5 février 2013             | 12                 |
| Monde          | 829 685 377 $     | 7 avril 2013               | -                  |